# Championnats d'Europe de karaté 2015
Les championnats du monde de karaté 2015 ont lieu du 19 au 22 mars à Istanbul, en Turquie. Il s'agit de la 50e édition des championnats d'Europe de karaté senior organisés chaque année par la Fédération européenne de karaté et de la deuxième ayant lieu dans le pays après celle de 2000, également à Istanbul. 
Ces championnats sont qualificatifs pour les premiers Jeux européens de 2015.

## Podiums masculins

### Individuel
| Épreuve       | Or                             | Argent           | Bronze                               |
| ------------- | ------------------------------ | ---------------- | ------------------------------------ |
| Kata          | Damián Hugo Quintero Capdevila | Mehmet Yakan     | Vu Duc Minh Dack Mattia Busato       |
| Kumite -60 kg | Luca Maresca                   | Sofiane Agoudjil | Evgeny Plakhutin Matías Gómez García |
| Kumite -67 kg | Niyazi Aliyev                  | Burak Uygur      | Danil Domdjoni Manuel Rasero Ruiz    |
| Kumite -75 kg | Rafael Aghayev                 | Noah Bitsch      | Luigi Busa Ruslans Sadikovs          |
| Kumite -84 kg | Nello Maestri                  | Aykhan Mamayev   | Kenji Grillon Uğur Aktaş             |
| Kumite +84 kg | Slobodan Bitevic               | Enes Erkan       | Martin Nestorovski Jonathan Horne    |

### Par équipes
| Épreuve | Or                                                                                                | Argent                                                                                               | Bronze |
| ------- | ------------------------------------------------------------------------------------------------- | --- | --- |
| Kata    | Espagne José Manuel Carbonell Lopez Damian Hugo Quintero Capdevila Francisco José Salazar Jover   | Italie Mattia Busato Alessandro Iodice Alfredo Tocco                                                 | France Lucas Jeannot Enzo Montarello Ahmed Zemouri Croatie Ivan Ermenc Franjo Maskarin Damjan Padovan |
| Kumite  | Turquie Ziya Yasar Serkan Yagci Yaser Sahintekin Ridvan Kaptan Emre Ipek Gokhan Gunduz Enes Erkan | France Nadir Benaïssa Amin Bouazza Lou Lebrun Kenji Grillon Lionel Nardy Logan Da Costa Marvin Garin | Pays-Bas Rene Smaal Moreno Sheppard Lorenzo Manhoef Tyron Darnell Lardy Geoffrey Berens Ozan Arslan Donovan Wold Azerbaïdjan Aykhan Mamayev Orkhan Heydarli Asiman Gurbanli Shahin Atamov Rafael Aghayev Tural Aghalarzade Panah Abdullayev |

## Podiums féminins

### Individuel
| Épreuve       | Or                   | Argent            | Bronze                                    |
| ------------- | -------------------- | ----------------- | ----------------------------------------- |
| Kata          | Sandra Sánchez Jaime | Dilara Bozan      | Jasmin Bleul Veronika Miskova             |
| Kumite -50 kg | Bettina Plank        | Alexandra Recchia | Duygu Bugur Serap Özçelik                 |
| Kumite -55 kg | Emily Thouy          | Tuba Yakan        | Jennifer Warling Cristina Garcia Ferrer   |
| Kumite -61 kg | Lucie Ignace         | Ana Lenard        | Ingrida Suchankova Irene Colomar Costa    |
| Kumite -68 kg | Alisa Buchinger      | Elena Quirici     | Marina Rakovic Cristina Gonzalez Vizcaino |
| Kumite +68 kg | Maša Martinović      | Meltem Hocaoglu   | Helena Kuusisto Nadège Ait-Ibrahim        |

### Par équipes
| Épreuve | Or                                                              | Argent                                                              | Bronze |
| ------- | --------------------------------------------------------------- | ------------------------------------------------------------------- | --- |
| Kata    | Turquie Dilara Bozan Rabia Kusmus Gizem Sahin                   | Allemagne Jasmin Bleul Christine Heinrich Sophie Wachter            | Italie Sara Battaglia Viviana Bottaro Michela Pezzetti Espagne Sonia Garcia Ventura Sheila Jorge Arribas Paula Rodriguez Nieto  |
| Kumite  | Croatie Ivona Tubić Azra Sales Anamarija Celan Bujas Ana Lenard | Russie Vera Kovaleva Tatiana Oparina Inga Sheroziya Ivanna Zaytseva | Turquie Merve Baltay Merve Çoban Serap Özçelik Tuba Yenen Autriche Alisa Buchinger Stephanie Kaup Bettina Plank Nathalie Reiter |

## Tableau des médailles
| Rang  | Nation            | Or | Argent | Bronze | Total |
| ----- | ----------------- | -- | ------ | ------ | ----- |
| 1     | Espagne           | 3  | 0      | 6      | 9     |
| 2     | Turquie           | 2  | 6      | 3      | 11    |
| 3     | France            | 2  | 3      | 4      | 9     |
| 4     | Italie            | 2  | 1      | 3      | 6     |
| 5     | Croatie           | 2  | 1      | 2      | 5     |
| 6     | Azerbaïdjan       | 2  | 1      | 1      | 4     |
| 7     | Autriche          | 2  | 0      | 1      | 3     |
| 8     | Serbie            | 1  | 0      | 0      | 1     |
| 9     | Allemagne         | 0  | 2      | 3      | 5     |
| 10    | Russie            | 0  | 1      | 1      | 2     |
| 11    | Suisse            | 0  | 1      | 0      | 1     |
| 12    | Finlande          | 0  | 0      | 1      | 1     |
| 12=   | Tchéquie          | 0  | 0      | 1      | 1     |
| 12=   | Lettonie          | 0  | 0      | 1      | 1     |
| 12=   | Luxembourg        | 0  | 0      | 1      | 1     |
| 12=   | Macédoine du Nord | 0  | 0      | 1      | 1     |
| 12=   | Monténégro        | 0  | 0      | 1      | 1     |
| 12=   | Pays-Bas          | 0  | 0      | 1      | 1     |
| 12=   | Slovaquie         | 0  | 0      | 1      | 1     |
| Total | Total             | 16 | 16     | 32     | 64    |